# Dichostereum orientale
Dichostereum orientale är en svampart som beskrevs av Boidin & Lanq. 1981. Dichostereum orientale ingår i släktet Dichostereum och familjen Lachnocladiaceae.   Inga underarter finns listade i Catalogue of Life.